# Colibri robinson
Sephanoides fernandensis
Espèce
Statut de conservation UICN

 CR B1ab(i,ii,iii,v) : 
En danger critique
Statut CITES
Répartition géographique
Le Colibri robinson (Sephanoides fernandensis) est une espèce de colibri.
La population de cette espèce est en forte décroissance, et l'espèce est considérée par l'UICN en danger critique d'extinction.

## Distribution
Cet oiseau est endémique de l'archipel Juan Fernández au large du Chili.

## Habitat
Ses habitats sont les forêts humides de basses altitudes, et les végétations humides de broussailles. On la trouve aussi dans les zones urbaines et les jardins ruraux.

## Alimentation
Les fleurs de Rhaphithamnus venustus, connu localement sous le nom Juan Bueno et endémique de Archipel Juan Fernández, à l'est du Chili, sont une importante source de nectar pour le Colibri robinson.

## Sous-espèces
D'après Alan P. Peterson, cette espèce est constituée des deux sous-espèces suivantes :
- Sephanoides fernandensis fernandensis (King, 1831) — île Robinson Crusoe ;
- Sephanoides fernandensis leyboldi (Gould, 1870) — île Alejandro Selkirk (n'a pas été observée depuis 1908).

## Statut
Le colibri robinson est classé comme en danger critique d'extinction par l'Union internationale pour la conservation de la nature (UICN) depuis 1994. La population est en déclin général depuis des années et est actuellement estimée entre 1 500 et 3 500 individus. Bien que de nombreuses actions ont récemment été menées par certaines organisations et par l'État chilien, des difficultés sont apparues comme le déclin qui a pu être observé chez l'espèce après le tsunami qui a touché l'île en 2010.
Les facteurs responsables de son déclin sont principalement la destruction de la flore indigène par l'homme, l'invasion de plantes introduites (notamment Rubus ulmifolius et Aristotelia chilensis) qui ont réduit l'étendue des forêts de Luma où nichent ces oiseaux,  la prédation par les chats et le surpâturage dû à l'introduction de lapins et de chèvres.

## Galerie

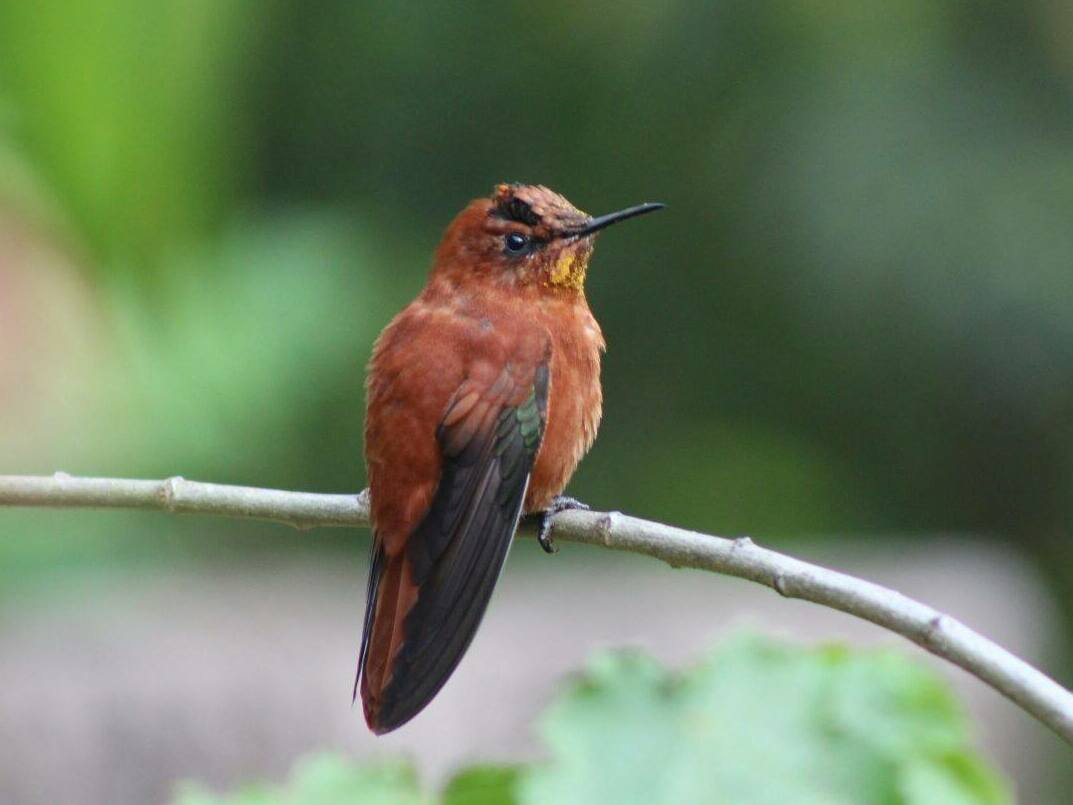
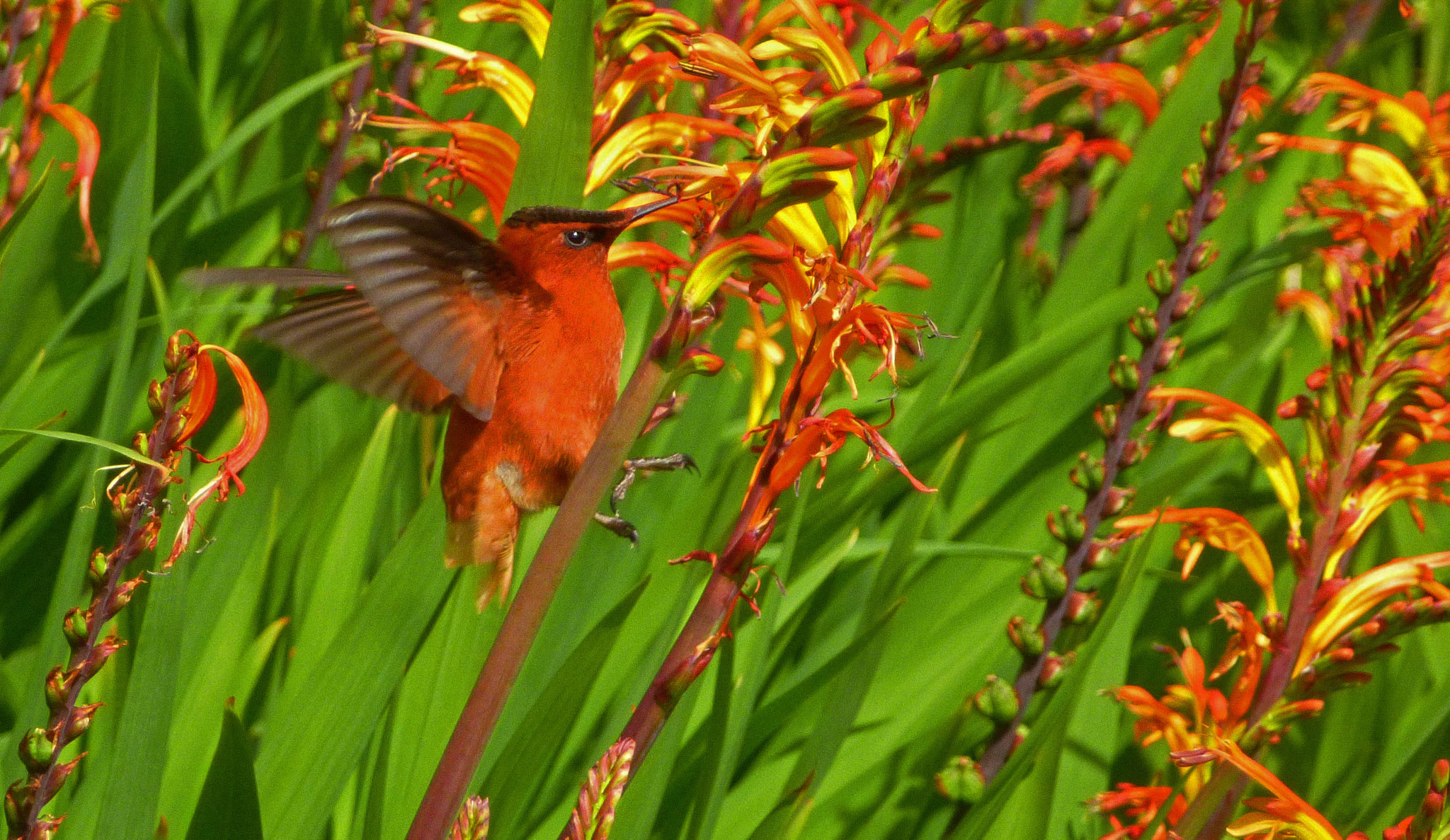
♂
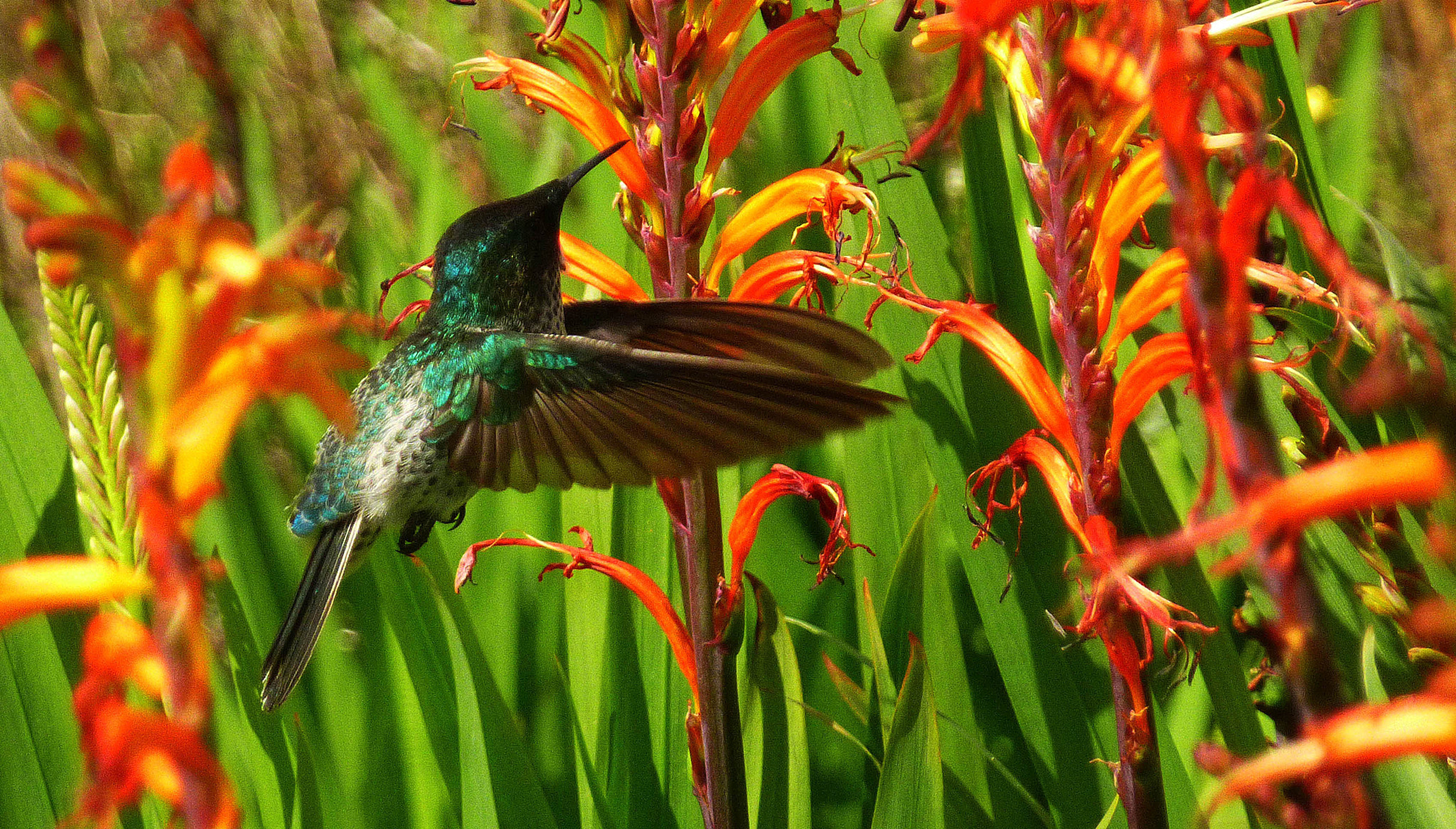
♀